# Erwin Fussenegger
Erwin Julius Fussenegger (* 5. Mai 1908 in Győr, Österreich-Ungarn; † 4. März 1986 in Wien) war der erste Generaltruppeninspektor des Bundesheeres der Zweiten Republik Österreich.

## Leben
Erwin Fussenegger wurde als zweites Kind des k.u.k. Offiziers Emil Fussenegger geboren. Seine erst 25 Jahre alte Mutter verstarb nur wenige Tage nach seiner Geburt. Der Vater verheiratete sich wieder; aus dieser Ehe entstammt Fusseneggers Halbschwester, die Schriftstellerin Gertrud Fussenegger. Seine Kindheit verlebte Fussenegger, wie so viele Offizierskinder, ständig auf der Reise zwischen den Stationierungen seines Vaters unter anderem in Ungarn, der Slowakei, Galizien, Tirol und Vorarlberg.
1926 legte er in Dornbirn die Matura ab und inskribierte  an der Universität Innsbruck.
Im März 1927 verließ er diese und trat in die Brigadeartillerieabteilung 6 des Bundesheeres ein. Am 24. April wurde er in die Offiziersakademie in Enns aufgenommen, die er am 16. August 1931 mit der Beförderung zum Leutnant erfolgreich beenden konnte.
Anschließend diente er bei verschiedenen Alpenjägerregimentern in Oberösterreich. Nach seiner Beförderung zum Oberleutnant wurde er als Taktiklehrer an die Theresianische Militärakademie in Wiener Neustadt berufen.
1936 begann er den „Operativen Kurs“ der „Höheren Offizierskurse“, also der getarnten Generalstabsausbildung des Ersten Österreichischen Bundesheeres in Wien, den er am 13. März 1938 zum Zeitpunkt des Anschlusses Österreichs an das Deutsche Reich abbrechen musste.
Stattdessen wurde er an diesem Tag in die Wehrmacht übernommen und setzte den Generalstabskurs ab Juli an der Berliner Kriegsakademie fort. Im Juli 1939 wurde er zum Hauptmann befördert und nach Heidelberg versetzt.

### Zweiter Weltkrieg
Während des Zweiten Weltkrieges diente er zunächst mit der 2. Gebirgs-Division an der französischen Grenze, bevor er im Zuge des Unternehmens Weserübung nach Norwegen verlegt wurde. 1943 wurde er zum Oberstleutnant i. G. befördert und als Generalstabschef (Ia) der 292. Infanterie-Division (9. Armee) versetzt, mit der er am Unternehmen Zitadelle teilnahm. 1944 wurde er zum Oberquartiermeister der 7. Armee in Frankreich. Er nahm an der Ardennenoffensive teil und zog sich mit ihr bis zur deutschen Grenze zurück. Am 8. Mai 1945, zum Zeitpunkt der deutschen Kapitulation, ergab er sich im Raum Mariánské Lázně und geriet kurzzeitig in amerikanische Kriegsgefangenschaft.

### Nachkriegszeit
Nach seiner Entlassung begab er sich nach Österreich, wo er bis 1955 in der Privatwirtschaft arbeitete. Er trat am 1. Jänner 1956 als Oberst in das neue Bundesheer ein, wo er zunächst Stabschef wurde und an die Seite General Emil Liebitzky dienstzugeteilt wurde. Am 31. August 1956 wurde er der erste Generaltruppeninspektor des Bundesheeres und Sektionsleiter der Sektion II. Damit hatte er eine Machtfülle erlangt, die es ihm erlaubte das Bundesheer sehr stark nach seinen Wünschen zu formen.
Der Koalitionspartner SPÖ wurde von der beabsichtigten Ernennung Fusseneggers nicht informiert. Es hätte nämlich auch andere Kandidaten für diese Funktion gegeben, die völlig unbelastet waren. Auch Fusseneggers frühere Mitgliedschaft im „Nationalsozialistischen Soldatenring“ war kein Hindernis für diesen umfassenden Blanko-Scheck.
Gemäß Karl Reinhardt Trauner hatte Fussenegger 1958 sogar „Bedenken bei der Aufnahme u. a. Bernardis´ Namen auf die Tafel der gefallenen Offiziere in Wiener Neustadt.“
Bereits kurze Zeit nach seinem Amtsantritt hatte er das Bundesheer auf die Bedrohung durch die Niederschlagung des Ungarischen Volksaufstandes auszurichten. Danach wurde er zum General der Infanterie befördert. Infolge der immer stärker werdenden Spannungen mit dem neuen Verteidigungsminister Karl Schleinzer musste er 1961 das Kommando über die Sektion II abgeben und hatte damit einen großen Teil seiner Machtfülle eingebüßt.
Nach dem Prager Frühling 1968 plädierte Fussenegger vehement für eine Stärkung der Einheiten nördlich der Donau.
Entgegen der Empfehlung Fusseneggers wurde der Wehrdienst ab 1. Januar 1970 auf neun Monate verkürzt. Durch diesen Affront gegen ihn als Generaltruppeninspektor und infolge der Regierungsübernahme durch die SPÖ am 22. April 1970 sowie einer Budgetherabsetzung kam es zu massiven Spannungen zwischen dem konservativen Fussenegger und Kanzler Bruno Kreisky. Die neue Regierung plante eine umfassende Heeresreform, mit der sich Fussenegger nicht einverstanden zeigte. Er sah sich am 2. Oktober 1970 gezwungen, seine Versetzung in den Ruhestand einzureichen. Am 16. Dezember wurde er 62-jährig verabschiedet.

### Nach seiner Dienstzeit
Fussenegger begann nach seiner Dienstzeit ein Studium der Urgeschichte, welches er aber aus gesundheitlichen Gründen abbrechen musste. Erwin Fussenegger starb am 4. März 1986 und wurde am 14. März 1986 auf dem Hietzinger Friedhof in Wien mit militärischen Ehren beigesetzt.